# San-Giuliano
San-Giuliano (korziško San Ghjulianu) je naselje in občina v francoskem departmaju Haute-Corse regije - otoka Korzika. Leta 1999 je naselje imelo 608 prebivalcev.

## Geografija
Kraj leži v severovzhodnem delu otoka Korzike 53 km južno od središča Bastie.

## Uprava
Občina San-Giuliano skupaj s sosednjimi občinami Cervione, Sant'Andréa-di-Cotone, San-Giovanni-di-Moriani, Santa-Lucia-di-Moriani, Santa-Maria-Poggio, San-Nicolao, Santa-Reparata-di-Moriani in Valle-di-Campoloro sestavlja kanton Campoloro-di-Moriani s sedežem v Cervionu. Kanton je sestavni del okrožja Corte.

## Zanimivosti
- župnijska cerkev sv. Julijana v zaselku Favalello iz leta 1884,
- svetilnik Alistro.